# József Bittenbinder
József Bittenbinder (Pancsova, Hungría, 31 de diciembre de 1890-Budapest, 25 de enero de 1963) fue un gimnasta artístico húngaro, subcampeón olímpico en Estocolmo 1912 en el concurso por equipos "sistema europeo".

## Carrera deportiva
En las Olimpiadas celebradas en Estocolmo (Suecia) en 1912 consigue la plata en el concurso por equipos "sistema europeo", tras los italianos (oro) y por delante de los británicos (bronce), y siendo sus compañeros de equipo los gimnastas: Géza Tuli, Imre Erdődy, Samu Fóti, Imre Gellért, Győző Haberfeld, Ottó Hellmich, István Herczeg, József Keresztessy, Lajos Kmetykó, János Krizmanich, Elemér Pászti, Árpád Pédery, Jenõ Rittich, Ferenc Szüts y Ödön Téry.